# Pierre Craninx
Pierre Jean Etienne Craninx (Leuven, 17 november 1805 - Hamme-Mille, 17 augustus 1890) was een Belgisch hoogleraar en edelman.

## Levensloop
Pierre Craninx was arts, hoogleraar aan de Katholieke Universiteit Leuven, voorzitter van de Académie royale de Belgique, schepen van Leuven. Hij was een zoon van Gérard Craninx en Marie-Madeleine Heuschling.
Hij studeerde aan de Rijksuniversiteit Leuven ten tijde van het Verenigd Koninkrijk der Nederlanden en in 1829 werd hij bij handgeklap, zonder deliberatie, tot doctor in de geneeskunde bevorderd. Hij verdedigde een thesis onder de titel Specimen inaugurale physiologico-medicum de pubertate in sexu muliebri.
Hij werd onmiddellijk tot assistent benoemd bij professor Charles Jacmart aan de faculteit geneeskunde van de Rijksuniversiteit Leuven. Hij trok ook naar Parijs waar hij werkte bij professor Broussais, die een grote invloed op hem uitoefende.
Tijdens de Belgische Revolutie keerde hij in september 1830 terug naar België en werkte als militair arts. In 1835 werd hij benoemd tot hoogleraar aan de nieuw opgerichte Katholieke Universiteit Leuven en begon met de cursussen inwendige geneeskunde en hygiëne.
Bij de oprichting in 1841 van de Académie royale de médecine werd hij onmiddellijk tot lid benoemd. Hij werd voorzitter van de academie in 1884.
Hij trouwde in Brussel in 1842 met Marie Caroly (1821-1843). Hij hertrouwde in Leuven in 1845 met Emerence van den Schrieck (1823-1900). Uit het tweede huwelijk sproten een zoon en een dochter.
De zoon, Oscar Craninx (1847-1913), trouwde met Marie Gisler (1848-1912). Het huwelijk bleef kinderloos. Craninx was hoogleraar natuurwetenschappen aan de KU Leuven. Met zijn dood doofde de familie uit.
Pierre Craninx werd lid van talrijke geleerde genootschappen, zowel in België als in andere landen. Zo werd hij:
- lid van de Société medico-chirurgicale in Berlijn (1840),
- geassocieerde bij de Société médico-physique d'Erlangen (1843),
- briefwisselend lid van de Keizerlijke academie in Rio de Janeiro (1844).

Hij bekommerde zich ook om problemen van algemeen belang:
- lid van de Commissie van Burgerlijke godshuizen in Leuven (1831),
- lid van de Geneeskundige commissie van Leuven (1836, voorzitter in 1879),
- gemeenteraadslid en schepen van Leuven (1847),
- lid van de Inspectiecommissie voor de psychiatrische inrichtingen (1852).

Hij was ook politiek actief en werd gemeenteraadslid en schepen van Leuven.
In 1889 werd hij opgenomen in de Belgische erfelijke adel. Hij overleed in zijn Kasteel van Valduc in Hamme-Mille, vandaag Bevekom.